# Platysenta simulatrix
Platysenta simulatrix là một loài bướm đêm trong họ Noctuidae.